# Novaranea courti
Novaranea courti es una especie de Arachnida del género Novaranea, de la familia Araneidae, del orden Araneae.

## Distribución
Novaranea courti se distribuye por Australia (Nueva Gales del Sur, Victoria, Tasmania).

## Taxonomía
Fue descrita científicamente por Volker W. Framenau en 2011. Fue publicado por primera vez ese año en la revista Zootaxa 2793, entre las páginas 47 y 55.